# Løvstakken
Løvstakken (477 moh.) er et af Bergens syv fjelde. Bjerget ligger mellem Fyllingsdalen og Bergensdalen. Fjeldet gav også navn til en tidligere bydel i Bergen (nu del af bydelene Årstad og Fyllingsdalen). Løvstakken og tilliggende skove er et populært område til vandreture og lignende blandt lokalbefolkningen. Kendte landemærker på Løvstakken er blandt andet Jesus Lever-stenen og Skillingsbollen.
Der er mærkede turstier op mod Løvstakken fra blandt andet Løvstakkveien, Solheimslien, Øvre Riplegården, Frydenbølien, Øvre Fredlundsvei, Langegården, Krohnegården, Rosenlundveien, Nils Langhelles vei, C.J. Hambros vei, Bråtet og Øvre Kråkenes.

## Fjeldtoppe på Løvstakken
Løvstakken hænger sammen med de lavere fjeldtoppe Gullsteinen (351 moh.) mod syd, Ravnefjellet mod nordvest og Strandafjeldet (294 moh.) mod nord. På de store og små småtoppe mellem Melkeplassen og Solheim er der andre gamle fjeldnavne som har været i brug i forskellige tider: Nilsafjellet, Liafjellet, Strandehaugen, Skinneberget, Bagndalsfjellet, Store- og Litle Ramnefjellet, Regnhatten og Dansebakken.

## Navnet Løvstakken
På vestsiden af Løvstakken lå en gård med samme navn som fjeldet. Denne lå lidt syd for skydebanen på Krohnegården. Men det er uvist om navnet først blev brugt om fjeldet eller om gården. På et bykort fra 1690 hedder det Lauvstock Field eller Lauvstak Field. I et dokument fra en grænsesag mellem Solheim og Kronstad i 1727 kaldes det Loustokken. På et kort fra 1770 findes navneformen Laustak. På kortet til Christies grænseforretning for Solheim i 1776 står der Lauvstakken. I en indstilling fra 1779 om anlæg af postveje på fjeldet, bruger bonden Henrik Løndahl navnet Laustakken. Man brugte i 1700-tallet også varianterne Solheimsfjellet. Fra 1800-tallet blev navnet stadig oftere skrevet Løvstakken.

## Løvstien
I 2015 åbnede anden etape af Løvstien. Dette er en turvej som strækker sig langs nord- og østsiden af Løvstakken fra Øvre Riplegården på Melkeplassen til Grønnlien og Søndre Skogveien. Første byggetrin var fra Langeskogen til Grønnestølen, og ble ferdigstilt i 2009. Det sidste stykke som forbinder Løvstien mellem Grønnestølen og Grønnlien er ca. 1 kilometer hvor  en tvist mellem grundejer og kommunen har forsinket byggeprocessen.

## Løvstakksiden
Løvstakksiden er en betegnelse på et traditionelt arbejderstrøg som ligger omkring Ny-Krohnborg skole i boligområdet Solheim i bydelen Årstad. Dette område blev  skildret i bogen Guttene i Markegaten af Stig Holmås.